# Atyphella brevis
Atyphella brevis es una especie de luciérnaga centelleante del género Atyphella, descripta por Arthur Lea en 1909. Se encuentra geográficamente en Australia.

## Descripción
A. brevis se distingue por una combinación de caracteres, entre ellos los élitros convexos, las piezas bucales poco desarrolladas y la unión frente-vértice con márgenes agudos. Además, la hembra y la larva no están asociadas.